# Survivorman
Survivorman is een televisieprogramma dat in Canada wordt uitgezonden door Outdoor Life Network (OLN) en internationaal door Discovery Channel en Discovery Science. Het programma telt zeven seizoenen met 49 afleveringen. De titel van het programma verwijst naar de presentator van de show Les Stroud.
In het programma moet overlevingsexpert Les Stroud zeven dagen in extreme gebieden zien te overleven met vrijwel geen water, eten en uitrusting.
Stroud is helemaal alleen en moet zelf alles filmen. Hij wordt berust met enkel zijn kleren, camera's, zijn mondharmonica, een multitool of zakmes en een paar alledaagse spullen. Voor noodgevallen draagt hij ook een satelliettelefoon met zich mee.

## Afleveringen
| Seizoen   | Afl # | Eerste uitzenddatum | Laatste uitzenddatum |
| --------- | ----- | ------------------- | -------------------- |
| Seizoen 1 | 10    | 6 april 2005        | 8 juni 2005          |
| Seizoen 2 | 7     | 10 augustus 2007    | 21 september 2007    |
| Seizoen 3 | 6     | 7 november 2008     | 19 december 2008     |
| Seizoen 4 | 4     | 30 juni 2012        | 21 juli 2012         |
| Seizoen 5 | 8     | 1 januari 2014      | 26 maart 2014        |
| Seizoen 6 | 7     | 1 april 2015        | 13 mei 2015          |
| Seizoen 7 | 7     | 7 november 2015     | 19 december 2015     |